# 亚历山大·博利舒诺夫
亚历山大·亚历山德罗维奇·博利舒诺夫（俄語：Александр Александрович Большунов，1996年12月31日—）生于布良斯克州谢夫斯克区波迪沃捷，是一名俄罗斯男子越野滑雪运动员，曾就读于奔萨国立大学。他一开始接触滑雪时由其父亲担任教练。他所参加的第一个国际成年赛事是2017年2月的世界北欧滑雪锦标赛。之后他于2017年3月在挪威德拉门完成了个人的世界杯分站赛首秀。